# Brgljez kamenjar
Brgljez kamenjar (lat. Sitta neumayer) vrsta je ptice iz porodice Brgljeza (lat. Sittidae).

## Područje rasprostranjenosti u svijetu i RH
Brgljez kamenjar je u Hrvatskoj gnjezdarica, stanarica prisutna tijekom cijele godine. U Europi je još rasprostranjena u jugoistočnoj Europi. Vrstu nalazimo i u Turskoj, Armeniji, Azerbajdžanu, Iranu i Iraku.

## Veličina RH populacije
Oko 1000 parova.

## Stanište
Ovoj vrsti odgovaraju staništa u mediteranskim predjelima. Kao što i sam naziv vrste kaže, brgljez kamenjar, odabire stjenovita staništa s mnogo sunca, to uključuje stijene i litice (ali ne nad morem), kamenjare i stjenovite obronke. No, tijekom zime obitavat će u drveću ili grmlju.

## Fenologija vrste i biologija vrste
Za razliku od brgljeza Sitta europaea, brgljez kamenjar ima žućkastosmeđe obojenje sa svijetlim donjim dijelovima, više smeđe bokove i rep bez bijelih mrlja. Duljina tijela je 13.5 – 14.5 cm, a raspon krila 23 – 25 cm. 

## Razmnožavanje
Gnijezda grade na izoliranom kamenju, na mjestima koja su zaklonjena od kiše. Najčešće je to u potkapinama i pukotinama stijena. 
Gnijezda mogu graditi čak i u naseljenim građevinama, npr. ispod štokova. Grade gnijezdo od blata, dlaka, životinjskog izmeta i biljnog materijala. U blatu se također nalaze insekti, bobice, perje, itd. Parovi koji se formiraju tijekom jeseni su monogamni te iz sezone u sezonu koriste isto gnijezdo i teritorij. Tijekom inkubacije jaja, koja traje 13 – 15 dana, mužjak hrani ženku. Tijekom sezone ima 2 legla, a u jednom je 8 – 10 jaja.

## IUCN kategorija ugroženosti i zakonska zaštita
Brgljez kamenjar prema Crvenoj knjizi ptica Hrvatske (Tutiš i sur. 2013.) ima kategoriju ugroženosti: najmanje zabrinjavajuća (LC) vrsta. 
Sukladno Zakonu o zaštiti prirode (80/13) i Pravilniku o strogo zaštićenim vrstama (NN 114/13) brgljez kamenjar je strogo zaštićena vrsta u RH.